# 帕斯托雷斯
帕斯托雷斯，是西班牙卡斯蒂利亚-莱昂萨拉曼卡省的一个市镇。 总面积13平方公里，总人口62人（2001年），人口密度5人/平方公里。